# Flygvapnets markteleenheter
Flygvapnets markteleenheter (MTE) var ett namn på de enheter vid Flygvapnets flottiljer som ansvarade för drift och underhåll av marktelesystemen. Varje flottilj hade en egen markteleenhet, system som dessa enheter ansvarade för var bland annat Flygvapnets Fasta Radiolänknät (FFRL), senare benämnt Försvarets fasta radiolänknät. Detta system utgör numer stommen i Försvarets telenät (FTN). Genom försvarsbeslutet 2004 uppgick samtliga Markteleenheter inom Flygvapnet i Redovisningsavdelning Bergslagen (RAB), och bildade den 1 september 2005 det nya förbandet Försvarsmaktens telenät- och markteleförband (FMTM).